# Patronažno varstvo pri bolnikih s srčnim popuščanjem

### Srčno popuščanje
Je stanje, ko srce zaradi patološke strukture ali funkcije ni zmožno črpati dovolj krvi, da bi ohranilo normalen pretok krvi po žilah. Posledica tega je nezadostna preskrba tkiv s kisikom in s tem omejitev sposobnosti pravilnega fiziološkega delovanja človeškega telesa . 
Je edina bolezen obolenj srca in ožilja, pri kateri pogostost iz leta v leto narašča in kjer incidenca vsako leto naraste za 2%.  Je prisotna pri 2-5% celotne populacije, delež pa naraste pri osebah nad 65 let ( za 10%) . 
Vzroki nastanka popuščanja srca so največkrat predhodne bolezni koronarnih arterij, kot so hipertenzija, atrijska fibrilacija, bolezni zaklopk srca, največkrat pa jo izzove bolezen srčne mišice in akutnega miokardnega infarkta. Dodatne prisotne bolezni pa lahko hkrati vplivajo na poslabšan izid srčnega popuščanja. K slabšemu izidu največkrat pripomoreta ledvična popuščanja in uporaba nekaterih diuretikov ter bolezni dihal .  K dodatnim tveganjem za obolenje prištevamo neprimeren življenjski slog, kamor spadajo kajenje, neprimerno prehranjevanje, nezadostna telesna vadba, prekomerno uživanje alkohola, stres, nesodelovanja v primarni preventivi in pregledih, itd. . 
Čeprav ne poznamo nobenega diagnostičnega merila za potrditev bolezni ga najbolje diagnosticiramo s kakovostnimi pregledi in preiskavami, kjer ima velik pomen klinična slika ter dokazi sistolne ali diastolne disfunkcije miokarda, laboratorijske preiskave, EKG, RTG prsnega koša ter UZ srca.  Pri napredovali bolezni so pomembne tudi invazivne preiskave, kjer igrajo pomembno vlogo biopsija miokarda, koronarna angiografija in desnostranska kataterizacija srca . 

#### Znaki in simptomi
Simptomi in znaki so posledica zmanjšane prekrvavitve tkiv glede na potrebo telesa. Srčno popuščanje se pri večini ljudi začne s podobnimi simptomi, kot so: dispeja, ki se najpogosteje pojavi pri vadbi ali tudi spanju, nokturija, postopna pretirana utrujenost in zmanjšana telesna zmogljivost.
Bolezen spada med najpogostejše simptome zastoja ali kopičenja tekočin v tkivih in žilah pljuč ter ostalih delov telesa, zato se pogosto pojavi znak otekanja nog in povišane telesne teže . 
Glede na same simptome, ki se kažejo pri določenih osebah lahko s pomočjo lestvice ameriškega združenja NYHA precenimo stopnjo srčnega popuščanja,  kjer 1. pomeni stanje brez simptomov in omejitev ter 5., kjer vsaka fizična aktivnost privede do slabega počutja, ki pa se lahko kaže tudi v mirovanju . 

#### Zdravljenje
Je odvisno od stopnje popuščanja in resnosti znakov bolezni. Med pomembne pristope sodi odpravljanje osnovnega vzroka bolezni. Tako pri blagem srčnem popuščanju najprej spremenimo življenjski slog ( prenehanje kajenja, uživanja alkohola, telesna vadba in primerna prehrana) in vključimo posvetovanja z zdravnikom in zdravstvenim timom stroke bolezni srca in ožilja. Pri poslabšanju ali težji obliki popuščanja pa se vključi tudi farmakološko zdravljenje, ki je usmerjeno predvsem v lajšanje simptomov in znakov ter s tem zmanjšanje števil hospitalizacij in boljša možnost izida bolezni . Če bolezen vztraja kljub vsem ukrepom, je včasih potrebno uporabiti drugačen pristop, ki velikokrat pomeni tudi uporaba bolj invazivnih posegov ter možnost vsaditve srčnega spodbujevalnika, resinhronizacijska terapija ali presaditev srca . Pri lajšanju simptomov, znakov in preprečitvi poslabšanja bolezni pomembno funkcijo igra tudi nefarmakološko zdravljenje in ozaveščanje obolelih s strani primarne preventive . 

### Preventivna dejavnost
Preventivna dejavnost je skupek usklajenih aktivnosti na ravni posameznika ali populacije, ki zmanjšujejo vpliv škodljivih dejavnikov na zdravje. Poznamo primarno, sekundarno in terciarno raven preventive. Preventiva pri srčno-žilnih boleznih je zelo pomembna, saj so najbolj pogost vzrok za obolevnost in smrtnost po svetu. Na populacijskem nivoju se izvaja s promocijo zdravega življenjskega sloga. Pri posameznikih s tveganjem za srčno-žilne bolezni ali z že razvito boleznijo pa s spremembo nezdravega življenjskega sloga. S preventivno dejavnostjo lahko preprečimo ali odložimo nastanek kroničnih bolezni. Pozitivno stališče in navade zdravega načina življenja so ključnega pomena. Dejavnike tveganja za srčno popuščanje delimo na tiste, ki lahko vplivamo (debelost, kajenje, telesna neaktivnost, čezmerno pitje alkohola, arterijska hipertenzija, hiperlipidemija in tvegano stresno vedenje), in na tiste, ki ne moremo vplivati (genetski, fiziološki in prirojeni patološki dejavniki) . 
V Sloveniji se od leta 2002 izvaja Nacionalni program primarne preventive srčno-žilnih bolezni. Poteka tako, da se v ambulantah splošne in družinske medicine izvaja nadzor nad zdravljenjem pacientov, zgodnje odkrivanje ogroženih in zdravstveno vzgojno delo. V program so vključeni vsi moški med 35. in 65. letom ter ženske med 45. in 70. letom starosti .
Število ljudi po svetu, ki živijo in umirajo zaradi srčnega popuščanja narašča. Iz tega razloga je ozaveščenost o tej bolezni še vedno precej nizka. Veliko primerov srčnega popuščanja bi bilo mogoče preprečiti in večino pacientov je mogoče učinkovito zdraviti. Z ozaveščanjem o preventivni dejavnosti in razpoložljivih ukrepih pripomoremo k temu, da čim več ljudi pravočasno poišče pomoč in spremeni slabe življenjske navade. V obsežni evropski anketi je samo 3% anketirancev prepoznalo simptome srčnega popuščanja, kar 48% jih je menilo, da so to simptomi možganske kapi. To poudarja na to, da je zdravstveno vzgojna dejavnost za srčno-žilne bolezni po svetu še vedno premalo razvita .  
S poučevanjem in zdravstveno vzgojo pacientov lahko zagotovimo izvajanje ukrepov in dvig samooskrbe pacienta. Cilj tega bi bil, da pacient samostojno nadzoruje telesno maso, odmerja diuretike in je posledično pri aktivnostih bolj samostojen. Zelo pomembno je vključevanje v ambulanto za srčno popuščanje in redni kontrolni pregledi. Tehtanje pri pacientih s srčnim popuščanjem je zelo pomemben in enostaven ukrep. Z dnevnimi kontrolami telesne mase lahko samostojno spremljajo bilanco tekočine in se izognejo povečanemu zastoju tekočine . 
Srčno popuščanje pri pacientih pusti kronične spremembe na telesu, ki napredujejo vendar jih lahko s spremembo življenjskega sloga zmanjšamo in upočasnimo: 
- Vzdrževanje telesne mase

Indeks telesne mase med 20–25 kg/m2 . Obseg bokov < 94 cm (moški) in < 80 cm (ženske). Pri pacientih, ki ITM presega 30 se svetuje zmanjšanje telesne mase v enem letu za 10%. Pacient naj vodi bilanco tekočin (tehtanje vsak dan). 
- Telesna aktivnost

Priporoča se zmerna telesna aktivnost, ki jo vselej prilagodimo starosti in počutju. Telesno aktivni bi naj bili vsaj 30 minut pet dni v tednu. Z redno telesno dejavnostjo krepimo skeletne mišice in srce ter izboljšamo splošno počutje. Pri pacientih, ki že imajo srčno popuščanje so primerne lažje telesne obremenitve kot so hoja, kolesarjenje, plavanje. Večji telesni napori pa lahko stanje še poslabšajo. Intenzivnost telesne aktivnosti se prilagaja stopnji srčnega popuščanja.  
- Prehrana

Priporočamo uživanje mešane, uravnotežene prehrane v petih obrokih dnevno. V prehrani pacienta naj bo čim več svežega sadja in zelenjave za krepitev imunskega sistema in preprečevanje zaprtja. Izbiramo živila z nižjim glikemičnim indeksom. Pri pacientih, ki že imajo srčno popuščanje je potrebno omejiti vnos soli na eno čajno žličko dnevno. Iz prehrane je koristno izključiti industrijsko predelano hrano, saj vsebuje dosti soli in aditivov. Odsvetuje se cvrtje. Omejiti je potrebno vnos tekočine, ki lahko poslabša bolezenske znake. Nadzorujemo vnos vse tekočine, tudi tekočino zaužito s sadjem, juho, omako,… Pacienti s srčnim popuščanjem imajo predpisano količino tekočine, ki jo lahko zaužijejo v enem dnevu.  
- Krvni tlak in lipidi

Kontrola krvnega tlaka in srčnega utripa naj bo pogosta. Vrednosti meritev je potrebno beležiti, saj so v pomoč pri zdravljenju. Visok krvni tlak, srčni utrip in telesna teža še dodatno obremenjujejo srce. Zvišan holesterol je nevaren in ga je v primeru povišane vrednosti potrebno uravnati. Priporočene vrednosti za skupni holesterol so < 5 mmol/l, LDL holesterol < 3 mmol/l, HDL holesterol  >1 mmol/l in trigliceridi < 2 mmol/l.  
- Socialno okolje in stres

Socialno okolje in stres imata na življenje velik vpliv. Vključitev svojcev v zdravljenje kaže dobre rezultate, saj pacientu predstavljajo oporo. Pomembne so tehnike sproščanja, ki paciente naučijo kako se pomiriti in se sprostiti. Izvajanje teh tehnik pripomore k boljšemu počutju. 
- Kajenje in alkohol

Kajenje in alkohol se odsvetujeta. Alkohol je dovoljen v manjših količinah pri nekaterih pacientih (1-2 dcl vina na dan ob kosilu ali večerji) . 

### Oskrba na domu
Zdravstvena nega srčno-žilnega bolnika z napredovalo boleznijo na domu
Vsak bolnik s kronično nenalezljivo boleznijo, starejši od 25 let, ima dvakrat letno pravico do obiska patronažne medicinske sestre (Navodila za izvajanje preventivnega zdravstvenega varstva na primarni ravni, 2005). Zaradi povečanega obsega kurativnega dela se v patronažni zdravstveni negi zmanjšuje delež preventivnih obiskov. Patronažna medicinska sestra tako velikokrat spozna bolnika z napredovalo srčno-žilno boleznijo na žalost šele takrat, ko je že zelo oslabel, pogosto nepokreten in potrebuje določen diagnostično-terapevtski poseg, za katerega njegov osebni izbrani zdravnik izda delovni nalog.
Cilj prizadevanj patronažne medicinske sestre je samostojen in neodvisen varovanec v svojem okolju. Kadar pa gre za že obolelega ali kronično bolnega varovanca, njeno delovanje temelji na ohranjevanju sposobnosti, ki jih še ima, in čimprejšnji povrnitvi že izgubljenih sposobnosti. Za cilj si postavi samooskrbo varovanca in družine.
Na patronažnem obisku medicinska sestra ugotavlja sposobnost izvajanja posameznih življenjskih aktivnosti in morebitna odstopanja, stopnjo samooskrbe, možnosti in sposobnosti družine za izvajanje pomoči ter potrebe po vključevanju podpornih služb. Vse postopke in posege zdravstvene nege ustrezno dokumentira, kar pomaga tudi drugim članom zdravstvenega tima, ki se vključujejo v obravnavo bolnika.
Kontinuirana zdravstvena nega kroničnih bolnikov
Pomembna je kakovostna komunikacija med izvajalci zdravstvene nege v bolnišnicah in patronažnimi medicinskimi sestrami, ki pomeni pravočasno izmenjavo ustreznih informacij o bolniku. Odpust bolnika iz bolnišnice mora biti dobro načrtovan in izveden z usklajenim delovanjem vseh služb, ki se vanj vključujejo.
Pomembno je, da se odpust bolnika prične načrtovati že ob njegovem sprejemu v bolnišnico. Pred prihodom bolnika v domače okolja mora patronažna služba:
- Vzpostaviti ustrezno komunikacijo s službo zdravstvene nege v bolnišnici.

- Zagotoviti (če je to potrebno) dodatno izobraževanje medicinske sestre v patronažnem varstvu, ki bo izvajala neposredno zdravstveno nego pri bolniku.

- Spoznati bolnika.

- Opraviti razgovor s svojci oz. pomembnimi drugimi, ki se bodo poleg medicinskih sester v patronažnem varstvu vključevali v skrb za bolnika.

- Spoznati okolje, v katero prihaja bolnik in ga prilagoditi potrebam bolnika.

- Navezati stike s strokovnimi in drugimi podpornimi službami, ki jih bo bolnik potreboval za nemoteno in kakovostno bivanje v domačem okolju.

- Se povezati z bolnikovim osebnim izbranim zdravnikom.

- Zagotoviti medicinsko-tehnične pripomočke, material, zdravila za nemoteno izvajanje zdravstvene nege (Horvat, 2006)[7].

Zdravstveno vzgojno delo z bolnikom s srčnim popuščanjem
Pacient, ki je seznanjen z boleznijo, znaki in vzroki srčnega popuščanja ter z ukrepi ob poslabšanju, se bo lažje znašel in reagiral ob pojavu poslabšanja. Z zgodnjim prepoznavanjem in ukrepanjem se je možno izogniti marsikateri ponovni hospitalizaciji.
Pacientu moramo razložiti naravo in vzroke njegove bolezni, naučiti ga prepoznavati simptome poslabšanja bolezni in ukrepanja ob njih. Poznati mora naslednje znake in simptome, ki kažejo na poslabšanje stanja ter o katerih mora čim prej obvestiti zdravstveno osebje; hudo pomanjkanje sape (dispneja ob naportu, ortopneja), utrujenost, omedlevica, zadihanost ob vse manjši stopnji telesne dejavnosti, prebujanje ponoči zaradi težkega dihanja, kašelj, občutek razbijanja srca, nenadno povečanje telesne teže za več kot 2 kg v treh dneh, postopno otekanje ali bolečine v predelu trebuha, otekanje nog in gležnjev, izguba apetita, slabost in utrujenost .